# باشگاه فوتبال چیپنهام تاون
باشگاه فوتبال چیپنهام تاون (به انگلیسی: Chippenham Town Football Club) یک باشگاه فوتبال در شهر چیپنهام، کشور انگلستان است که در سال ۱۸۷۳ میلادی تأسیس شده‌است.